# Isabela Moner
Isabela Yolanda Moner (* 10. července 2001, Cleveland, Ohio, Spojené státy americké) známá také od roku 2019 pod novým uměleckým jménem Isabela Merced, je americká herečka a zpěvačka. Proslavila se roli v seriálu stanice Nickelodeon 100 věcí, které byste měli udělat před střední a rolí Izabelly ve filmu Transformers: Poslední rytíř. 

## Životopis
Isabela Moner se narodila v Clevelandu, Ohio. Je dcerou Katherine, která pochází z Limy v Peru a Patricka Monera, který se narodil v Louisianě. Sama uvedla, že se více cítí jako Peruánka než Američanka.

## Kariéra
Debutní role přišla v 10 letech a to rovnou na Broadwayi v inscenaci Evita,
ve které zpívala ve španělštině s Ricky Martinem a ukázala svoje latinské kořeny.
Od roku 2014 hraje roli v seriálu stanice Nickelodeon 100 věcí, které byste měli udělat před střední. V roce 2015 se objevila jako Lori Collins v televizním filmu, Splitting Adam. Moner byla obsazen do role Sadie v televizním filmu Legends of the Hidden Temple. V květnu 2016 byla obsazena do nadcházející filmu Transformers: Poslední rytíř , jehož premiéra je naplánovaná na rok 2017. Svůj hlas propůjčí do animovaného filmu Velká oříšková loupež 2, jehož premiéra se odehrála v květnu roku 2017. V prosinci roku 2016 byla obsazena do sequelu filmu Sicario: Nájemný vrah, Sicario 2: Soldado. V roce 2018 byla obsazena do filmové adaptace seriálu Dora The Explorer, ve kterém si zahrála postavu průzkumnice Dory v pubertálním věku. Objeví se také v chystaném filmu Madame Web.
14. října 2019 se rozhodla změnit si své jméno na Isabela Merced, na počest své babičky. Příjmení Merced tak využívá jako své umělecké jméno. 
Její první singl „Papi" vyšel 25. října 2019, následovaný prvním videoklipem zveřejněným 6. listopadu 2019. 
22. května 2020 vydala své debutové EP „The Better Half of Me" a v červenci 2020 byla Billboardem zařazena mezi 15 nejlepších nových peruánských umělců k poslechu.

## Filmografie
| Rok  | Název                                     | Role           | Poznámky |
| ---- | ----------------------------------------- | -------------- | -------- |
| 2013 | The House That Jack Built                 | Mladá Nadia    |          |
| 2016 | Middle School: The Worst Years of My Life | Jeanne Galleta |          |
| 2017 | Transformers: Poslední rytíř              | Izabella       |          |
| 2017 | Velká oříšková loupež 2                   | Heather (hlas) |          |
| 2018 | Sicario: Soldado                          | Isabela Reyes  |          |
| 2019 | Dora The Explorer                         | Dora           |          |
| 2019 | Instant Family                            | Lizzy          |          |

| Rok       | Název                                          | Role         | Poznámky              |
| --------- | ---------------------------------------------- | ------------ | --------------------- |
| 2014      | Growing Up Fisher                              | Jenny        | Vedlejší role, 7 dílů |
| 2014–2017 | Dora a přátelé                                 | Kate (hlas)  | 12 dílů               |
| 2014–2016 | 100 věcí, které byste měli udělat před střední | CJ Martin    | Hlavní role, 25 dílů  |
| 2015      | Rozdělený Adam                                 | Lori Collins | Televizní film        |
| 2016      | Legends of the Hidden Temple                   | Sadie        | Televizní film        |

## Diskografie
- Stopping Time – vydáno dne 18. září 2015 - vydavatelství: Broadway Records[16]